# Samea fumidalis
Samea fumidalis is een vlinder uit de familie van de grasmotten (Crambidae), uit de onderfamilie van de Spilomelinae. De wetenschappelijke naam van deze soort is voor het eerst voorgesteld door John Henry Leech in een publicatie uit 1889.
De soort komt voor in Japan.